# Robert Spencer (1747-1831)
Pour les articles homonymes, voir Robert Spencer (homonymie) et Spencer.
Robert Spencer (1747-1831) est un homme politique britannique qui siège à la Chambre des communes à plusieurs reprises entre 1768 et 1818. 

## Biographie
Il est le fils de Charles Spencer (3e duc de Marlborough), et de son épouse Elizabeth, fille de Thomas Trevor, 2e baron Trevor, et est né le 8 mai 1747. Il s'inscrit à Christ Church, Oxford le 10 avril 1762 et obtient sa maîtrise le 6 mai 1765. De 1766 à 1768, il entreprend un Grand Tour à travers l'Autriche, l'Italie et la France . 
Aux élections générales de 1768, Spencer est élu comme député de New Woodstock sur les domaines de Marlborough. Il est nommé Lord du commerce en avril 1770 mais n'assiste pas régulièrement au Conseil ni au Parlement lui-même. Il démissionne de son siège en janvier 1771 et est élu député d'Oxford lors d'une élection le 31 janvier 1771. Il est réélu à Oxford en 1774 et 1780. Il est un joueur invétéré et ayant perdu son salaire officiel, il se retrouve dans des difficultés financières vers 1781, jusqu'à ce qu'il soit admis à une douzième part dans la banque de pharaon de Fox au Brooks, avec une rémunération de cinq ou six guinées par heure. Il est un ardent partisan de Fox tout au long de sa carrière. En 1784, il est réélu à nouveau pour Oxford . Le cercle entourant Fox comprend Edward Bouverie, un autre habitué de Brook's, et sa jeune épouse Harriet, la fille de Sir Everard Fawkener. Elle est une hôtesse de la société et fait activement campagne pour les Whigs . Elle devient la maîtresse de Spencer et la plus jeune enfant de Bouverie, Diana, née en 1786, est reconnue comme une Bouverie mais est désignée comme «la Bouverie révélatrice, car il n'y a jamais eu un Spencer aussi incontestable et parfait, le tableau de marche de Lord Robert et la plus jolie créature qui ait jamais été vue».  
Spencer est membre d'un comité de souscription mis en place pour collecter des fonds pour soutenir les Whigs lors des élections générales. Il reste actif dans les appels de fonds pour le parti pendant de nombreuses années. En conséquence, le duc de Marlborough le remplace comme candidat à Oxford en 1790. Fox a peut-être prévu un siège pour Winchelsea pour lui, mais rien ne s'est passé. Il ne voulait pas dépenser 3 000 £ pour acheter un siège à Wootton Bassett ou risquer un scrutin coûteux à Evesham, et ne voulait pas être un poids pour son parti. 

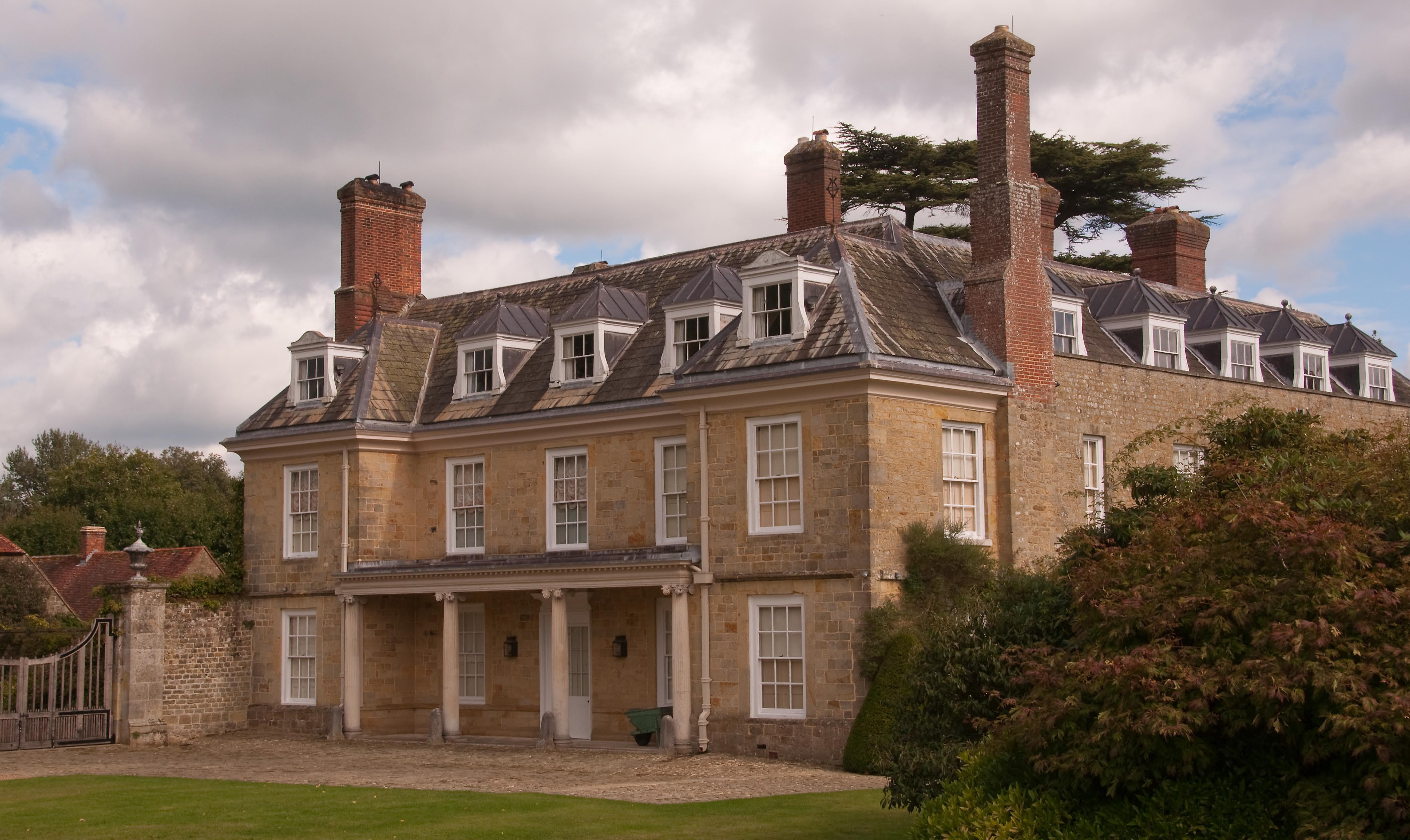
Woolbeding House

Il garde un vain espoir que la circonscription familiale serait disponible à Oxford, mais ce n'est pas le cas. Aux élections générales de 1790, il est élu député de Wareham probablement aux frais du parti . En 1791, ses bénéfices de la banque de pharaon sont suffisants pour lui permettre d'acheter Woolbeding House (en) dans le Sussex . Lors des élections générales de 1796, les Whigs semblent avoir payé à nouveau 3 000 £ à Wareham. Cependant, il est en difficulté financière en 1799 et perd à nouveau si lourdement au jeu qu'il doit vendre sa maison londonienne et sa collection de peintures. Il démissionne de son siège en février 1799. 
Il est élu à Tavistock lors d'une élection partielle le 25 mars 1802. En août 1802, il se rend à Paris avec Fox et rencontre Napoléon avec qui il discute de son grand ancêtre. Plus tard, lorsque Napoléon est à Sainte-Hélène, Spencer lui envoie une biographie de Marlborough. Il est réélu pour Tavistock aux Élections générales britanniques de 1802 et 1806. Il est arpenteur général des bois, forêts, parcs et chasses de février 1806 à mars 1807. À la mort de Fox, sa raison d'être politique disparait et il renonce à son siège à 1807. Il n'a jamais cessé de se lamenter et de louer Fox . 
Il épouse sa maîtresse Harriet Bouverie le 2 octobre 1811, un an après la mort de son mari. Il reprend son siège de Tavistock en 1817 à la demande du duc de Bedford lorsque Lord John Russell quitte le siège pour cause de maladie et est réélu lors d'une élection partielle le 12 mars 1817. De même, il remplace un membre de sa propre famille à Woodstock aux élections générales de 1818, bien que son neveu, le duc de Marlborough, l'ait retiré de Woodstock en 1820 . 
Il se retire à Woolbeding qu'il a embelli avec goût. Il meurt le 23 juin 1831, «un vénérable vieillard grave». Il laisse Wooldeding à sa fille naturelle Diana Bouverie dont la mère l'a précédé dans la tombe . Elle épouse George Ponsonby. 